# Comœdia
Comœdia è stato un periodico francese edito a Parigi tra il 1907 e il 1941, che a seconda dei periodi prese il nome di Comœdia illustré, di Comœdia-journal o di Paris-Comœdia.
Fu stampato in un primo periodo dal 1º ottobre 1907 al 1º gennaio 1937, con un'interruzione nella pubblicazione tra il 1914 e il 1919. Nel 1937 chiuse per la crisi dei quotidiani. 
In questo primo periodo si occupò soprattutto di critica teatrale, ma affrontò anche temi di attualità o di avanguardie artistiche e pubblicava feuilleton. Il giornale, di quattro pagine e illustrato, si proponeva di «suscitare la rinascita attiva ed efficace dell'unico educatore delle masse di cui valga la pena occuparsi, ossia del Teatro».
Ospitò la firma di numerosi scrittori, chiamati a collaborare dal direttore Gaston de Pawlowski, a sua volta scrittore giornalista. Su Comœdia scrissero, tra gli altri: François Coppée, Tristan Bernard, Jean Richepin, Jules Renard, Georges Courteline.
Il 21 giugno 1941 ricominciò a uscire sotto la guida di René Delange con periodicità settimanale fino al 5 agosto 1944, riavviando la numerazione: in questo secondo periodo uscirono i numeri dall'1 al 161 e gli argomenti spaziavano dalle arti, alla letteratura allo spettacolo. Fu uno degli ebdomadari più quotati dell'Occupazione, vagamente collaborazionista: tra i nomi bisogna ricordare quello di Marcel Arland, caporedattore della sezione Cultura, e quelli di Henry de Montherlant, Jean Giono, Jean Paulhan, Jacques Audiberti.